# Nyainrong
Nyainrong lub Nierong (tyb. གཉན་རོང་རྫོང, Wylie: snyan rong rdzong, ZWPY: Nyainrong Zong; chiń. upr. 聂荣县; pinyin Nièróng Xiàn) – powiat we północno-wschodniej części Tybetańskiego Regionu Autonomicznego, w prefekturze Nagqu. W 1999 roku powiat liczył 28 086 mieszkańców.